# Badia, Sydtyrolen
Badia är en ort och kommun i provinsen Sydtyrolen i regionen Trentino-Sydtyrolen i Italien. Kommunen hade 3 505 invånare (2018).